# Parque de los Estados (métro de Madrid)
Parque de los Estados est une station de la ligne 12 du métro de Madrid. Elle est située sous l'avenue des États et la rue de La Havane, à Fuenlabrada, dans la communauté de Madrid.

## Situation sur le réseau

Plan du réseau.

Établie en souterrain, Parque de los Estados est une station de passage de la ligne 12 du métro de Madrid. Elle se situe entre Arroyo Culebro et Fuenlabrada Central dans le sens horaire de circulation. Elle dispose des deux voies de la ligne encadrées par deux quais latéraux. 

## Histoire
La station est inaugurée le 11 avril 2003, à l'occasion de la mise en service de la ligne.

## Services aux voyageurs

### Accès et accueil
La station possède trois accès, deux via deux édicules équipés d'escaliers mécaniques situés au niveau du no 10 de l'avenue des États et du no 2 de la rue de La Havane, et un via un ascenseur situé au niveau du no 2 de la rue du Venezuela.
Elle est équipée de guichets automatiques pour permettre l'achat des titres de transports et de portillons d'accès automatiques pour rejoindre le quai.
La station est ouverte de 6 h à 1 h 30.

### Desserte
Parque de los Estados est desservie par les trains de la ligne 12 du métro de Madrid, qui forme une boucle.
Le premier train passe à 6 h 6 dans le sens horaire, au départ d'Arroyo Culebro et part de la station à 6 h 5 dans le sens anti-horaire. Les derniers trains passent à 2 h 10 dans le sens horaire avec un terminus à la station et à 1 h 57 dans le sens anti-horaire avec un terminus à Juan de la Cierva. Le dernier train qui permet de prendre la correspondance avec la ligne 10 à Puerta del Sur passe à 0 h 57,.

Installations
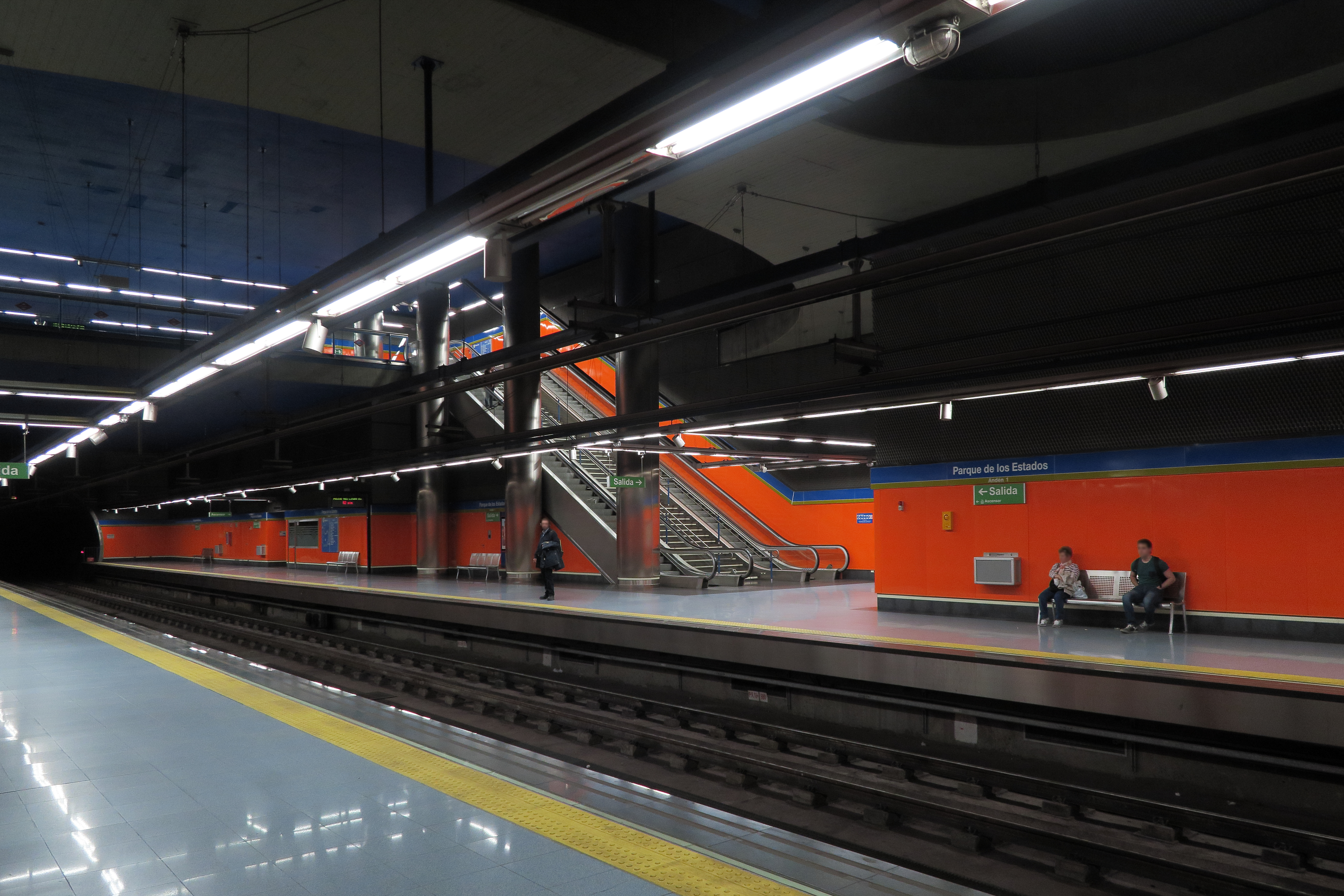
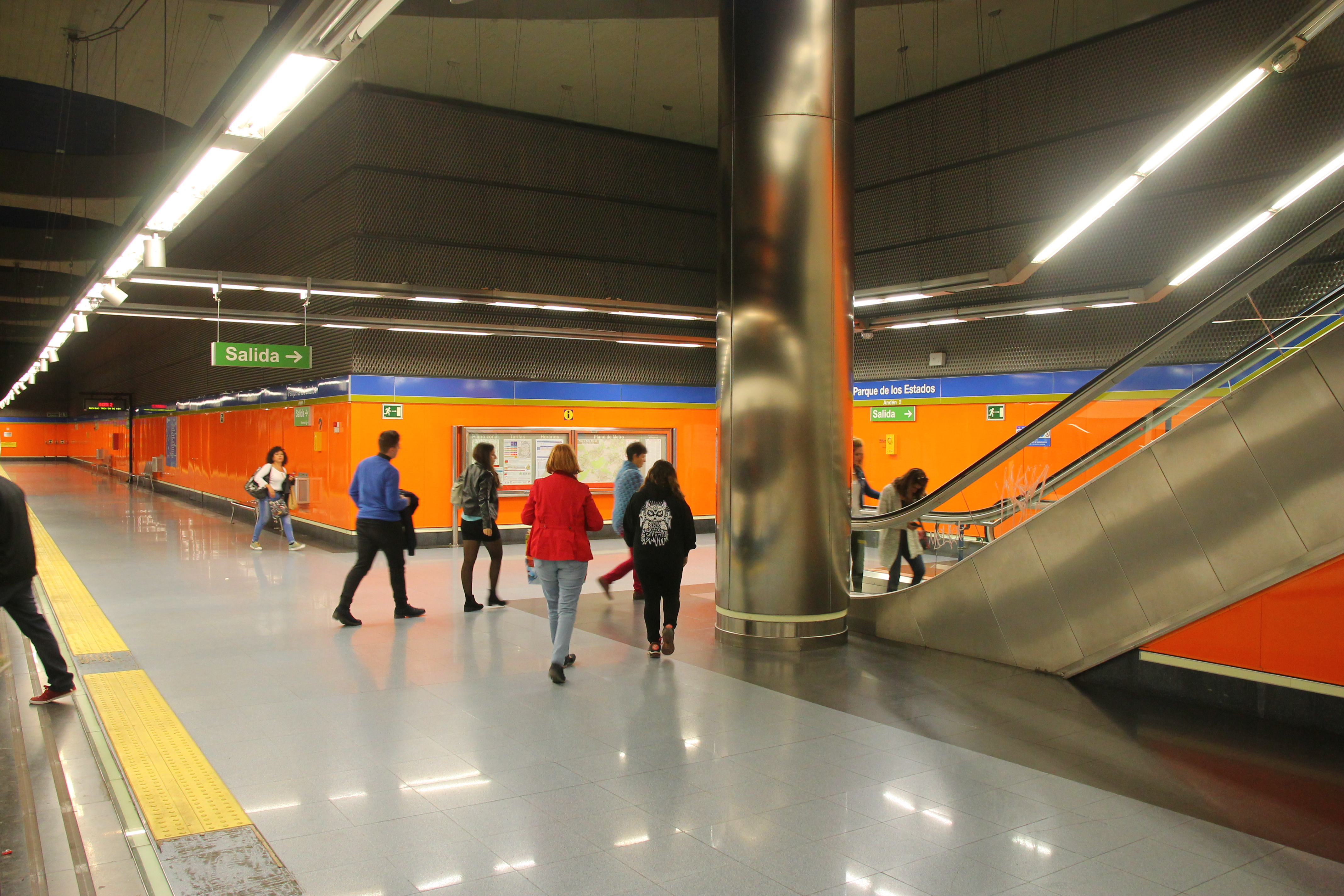
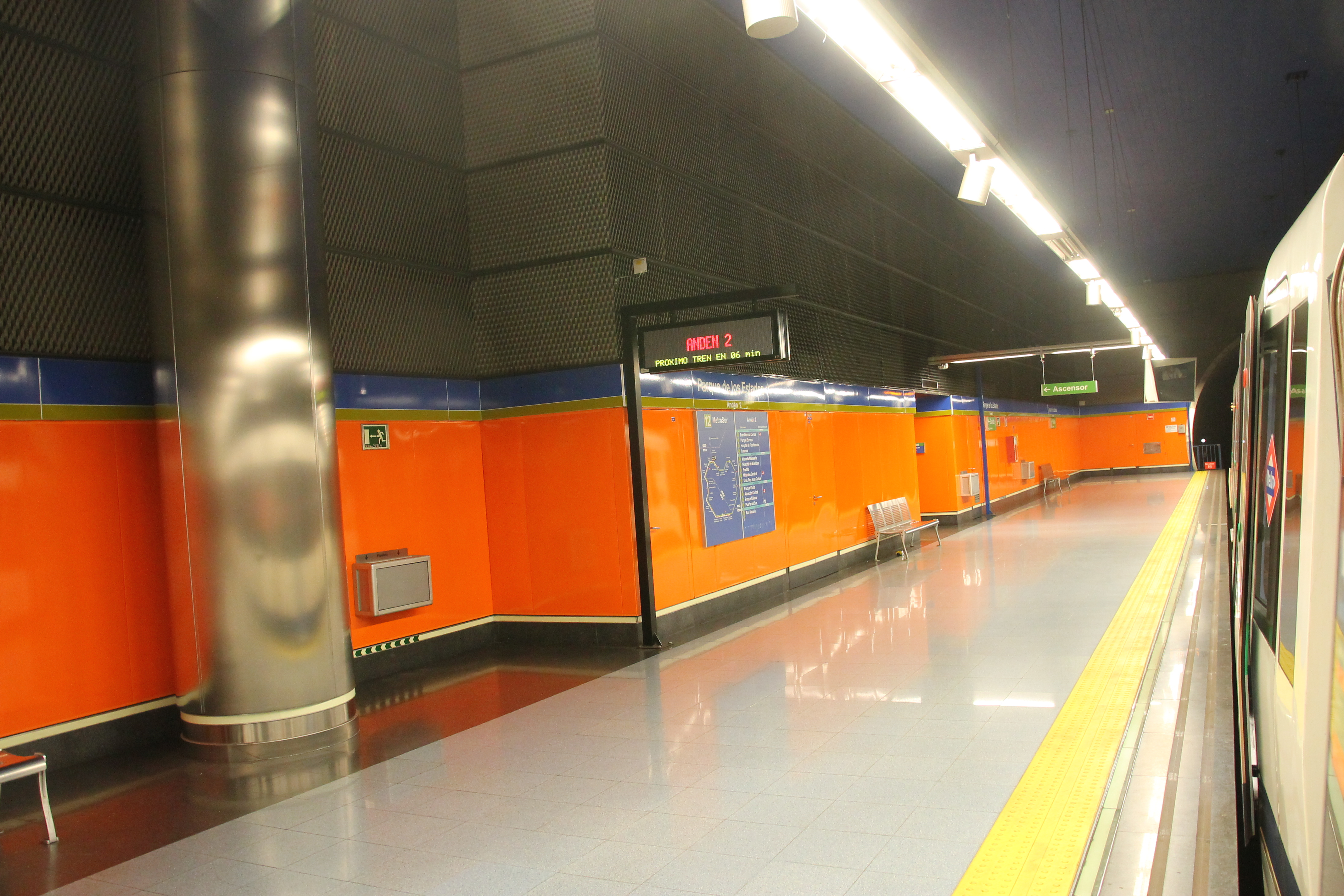